# 312
312 је била преступна година.

## Догађаји
- Константин са војском (40.000 људи) прелази преко Котијских Алпа и побеђује Максенцијеве генерале у три битке код Торина, Бреше и Вероне. Максенцијев преторијански префект Руриције Помпејан погинуо је у борбама код Вероне.
- Константин склапа савез са ко-царем Лицинијем и нуди му своју полусестру Констанцију за брак. Преторијанска гарда и Царска коњска гарда је распуштена.
- Цар Максимин Даја безуспешно води поход против Јермена.
- Константин усваја речи „Ин хоц сигно винцес” као мото, а слова Ис и Хс (прва слова грчке речи Христос) исцртавају на штитовима својих војника.
- Сабор у Картагини подржава донатизам, који подржава ригорозну примену и тумачење сакрамената. Ове доктрине ће осудити Сабор у Арлу (314).
- Константин промовише политику државног спонзорства хришћанства, можда чак и сам постао хришћанин.

### Октобар
- 28. октобар — Константин I је победио Максенција у бици код Милвијског моста, чиме је постао једини цар у западном делу Римског царства. Пре битке, наводно је имао визију крста са натписом „Ин хоц сигно винцес“ („У овом знаку ћеш победити“). То га подстиче да пређе на хришћанство.
- 29. октобар – Константин улази у Рим; он организује велики адвентус у граду и дочекан је са народним весељем. Максенцијево тело је извучено из Тибра и обезглављено.

## Смрти
- Климент Анкирски
- Лукијан Антиохијски

### Октобар
- 28. октобар — Максенције, римски император (*278)